# 新観音トンネル

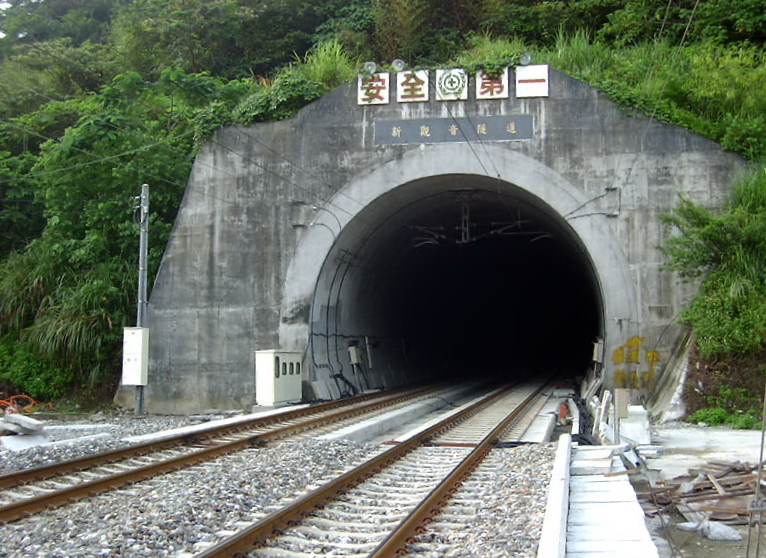
新観音トンネル北口

新観音トンネル（しんかんのんトンネル）は台湾宜蘭県南澳郷にある台湾鉄路管理局北廻線のトンネルである。

## 概要
全長10,307 mの台湾で最長の山岳鉄道トンネルである。
本トンネルは北廻線複線電化工事で、武塔 - 漢本間13.2 kmの単線区間を改善するために新たに掘削された。北口は武塔駅の南方、南澳南渓の南側にあり、南口は漢本駅の北側にあり、全線複線電化されている。トンネルはとても長く、施工時間を短縮するために、南北から掘削するだけでなく、途中に北横坑および南横坑を掘って6箇所から掘削して施工効率を上げた。トンネルは2001年8月に貫通し、2003年より使用開始した。トンネル内は制限時速130 km/hと高速で列車が通行できるので、完成後は北廻線の線路容量は大幅に上昇した。新観音トンネルと並行する旧線の観音トンネル（7,740 m）、鼓音トンネル、谷風トンネルおよび観音信号場は廃止された。